# Pâtes à la cassonade
Les pâtes à la cassonade sont un plat belge, sucré-salé relativement connu en Belgique.
Avant l'arrivée de l'immigration italienne en Belgique dans les années 1940, qui apporte avec elle la sauce bolognaise, c'était la façon dont étaient mangées les pâtes en Belgique,.
En 2018, cette recette a fait parler d'elle en Italie en tant que « sacrilège »,, même si des associations similaires existaient en Italie à la Renaissance mélangeant sucre, fromage et cannelle.

## Préparation
Il se compose de pâtes mélangées à du beurre, le tout saupoudré de cassonade (appelée vergeoise en France).